# Batis (Animalia)
Batis je rod ptica iz porodice Platysteiridae. Vrste iz roda Batis rezidentne su u Africi, južno od Sahare. Prije su svrstavane kao potporodica porodice Muscicapidae, muharica starog svijeta. Malene su ptice koje se hrane insektima. Obično ih se nalazi u otvorenim šumama ili u grmlju. Gnijezdo je oblika šalice na niskom drvetu. Plijen kupe s tla.
Vrste roda Batis su svijetlih boja, obično sa sivom krijestom (ili krunom), crnom maskom oko očju, tamnim leđima i blijeđim gaćama. Perje mužjaka i ženki je obično različito. Glasanje im je trostruki zvižduk.

## Vrste
- Batis capensis
- Batis diops
- Batis fratrum
- Batis ituriensis
- Batis margaritae
- Batis minima
- Batis minor
- Batis minulla
- Batis mixta
- Batis molitor
- Batis orientalis
- Batis perkeo
- Batis poensis
- Batis pririt
- Batis senegalensis
- Batis soror

## Vanjske poveznice
- Stanište roda Batis

## Ostali projekti
|  | Zajednički poslužitelj ima još gradiva o temi Batis |
|  | Wikivrste imaju podatke o taksonu Batis             |